# Miejsce Odrzańskie
Miejsce Odrzańskie/Mistitz is een plaats in het Poolse district Kędzierzyńsko-Kozielski, woiwodschap Opole. De plaats maakt deel uit van de gemeente Cisek en telt 328 inwoners.

## Trivia
De plaats is bekend door de bijzondere geboortecijfers. Er worden veel meer meisjes dan jongetjes geboren. Sinds 2009 is er zelfs geen enkel jongetje meer geboren, maar wel 12 meisjes.